# جون أوبيد هوارد
جون أوبيد هوارد (8 أكتوبر 1928 - 4 يناير 1975) هو ملاكم كندي.

## روابط خارجية
- جون أوبيد هوارد على موقع بوكس ريك (الإنجليزية) (registration required)